# Ali Dragon
Ali Dragon est un groupe de rock français. Il est formé fin des années 1990 et actif jusqu'au début de la décennie suivante. Le collectif se compose de deux des quatre membres de Louise Attaque (Alex et Robin), de David, (ingénieur du son de Louise Attaque)  — tous trois n'ayant pas pour autant quitté le groupe — et de deux membres de l'ancien groupe Antidote (Brunox et Sane Hassan).

## Biographie
Leur premier et unique album, Le Dernier Cri sort le 4 novembre 2002 chez Atmosphériques, et mélange electro, reggae et dub. Le morceau Ali's Dub est repris dans la compilation Indétendances 6, publiée la même année. 
De l'aveu des musiciens, « l'accueil a été assez positif – les morceaux sont très différents les uns les autres, chacun peut y trouver son intérêt. ». Il est bien accueilli par la presse, notamment le quotidien suisse Le Temps et Foutraque. José Ruiz, pour Amazon, est conquis : « Un véritable OVNI musical vous déboule entre les oreilles avec ce Dernier Cri, que chacun comprendra à sa manière. [...] Une sorte de cadavre exquis, digne des rencontres surréalistes les plus extravagantes mais qui n'oublie jamais d'appeler à la danse. Une pulsation très cuivrée pour un groove fou et brûlant. Ali Dragon crache un feu bienfaisant. ». Bruno Masi, pour Libération, note : « Avec des titres aussi variés que Le Groove est bon live (funk progressive), Un homme (guitare folk), En nous (jungle), Extase à Saint-Malo (avec Miossec au chant), le Dernier Cri devrait trouver sa pleine expression sur scène. ».

## Membres

### Derniers membres
- Alexandre Margraff — batterie, percussions, samples, guitares, claviers, chœurs (Louise Attaque)
- Robin Feix — basse, contrebasse, synthétiseurs, chœurs, graphisme (Louise Attaque)
- David Antoniw — trompette, guitares, groovebox (Louise Attaque)
- Bruno Nicolas — machines (Antidote)
- Sane Hassan — texte et chant (Antidote)

### Autres membres et invités
- Miossec
- David Tétard — guitare
- Philippe Almosnino — guitare (Wampas)
- Benoit Narcy — trombone (Hurleurs)
- Ana Carril-Obiols — chant (ex-Flor del Fango, No Bluff Sound, BBC Cadou)
- Chaabi Sofiane Saïdi — chant
- Etsuko Chida — koto
- Bass-Dém — harmonica
- Philippe Dumont — korg
- Cédric Kerjan — programmations